# Villanueva de los Castillejos (kommun)
Villanueva de los Castillejos är en kommun i Spanien.   Den ligger i provinsen Provincia de Huelva och regionen Andalusien, i den sydvästra delen av landet, 500 km sydväst om huvudstaden Madrid. Antalet invånare är 2 785.